# Джон Крудсон
Джон М. Крудсон (англ. John M. Crewdson; нар. 15 грудня 1945) — американський журналіст. Він отримав Пулітцерівську премію у складі колективу «Нью-Йорк таймс», де пропрацював 12 років. Згодом він провів 26 років на різних посадах в «Чикаго Триб'юн» .

## Біографія
Він навчався в державних школах в Олбані (Каліфорнія). У 1970 році Крудсон закінчив університет Каліфорнії (Берклі) зі ступенем бакалавра в галузі економіки, відзначеної звання «Відмінник». Він також отримав щорічну премію бакалаврату, зарезервовану для найвидатнішого студента економіки. Після закінчення університету в Берклі він провів рік в Вашингтонському бюро «Нью-Йорк таймс», а потім рік навчання аспірантурі в області політики і американської конституційної історії в Оксфордському університеті .

## Кар'єра
Крудсон приєднався до «Нью-Йорк таймс» в якості штатного репортера в Вашингтоні після своєї дипломної роботи в Оксфорді і висвітлював скандал з Вотергейтом, а потім і різні скандали, пов'язані з ЦРУ і ФБР. У 1977 році він став національним кореспондентом в х'юстонському бюро газети, де він отримав Пулітцерівську премію 1981 року в галузі національної звітності за висвітлення імміграції.
У 1982 році Крудсон приєднався до «Чикаго Триб'юн» в якості редактора національних новин цієї газети, а потім її столичного редактора. Після двох років в Чикаго Крудсон був призначений головним кореспондентом «Трибуни» на Західному узбережжі в Лос-Анджелесі. Його висвітлення перших днів епідемії СНІДу призвело в 1989 році до історії з 55 000 слів про виявлення вірусу СНІДу, яка отримала премію Джорджа Полка, як медичний висновок і спонукала кілька розслідувань заявити, що Національний інститут раку США виявив ВІЛ як причину СНІДу. Згодом це твердження було дискредитовано, а Нобелівська премія з ВІЛ була присуджена дослідникам з Паризького інституту Пастера в 2008 році. Національні інститути охорони здоров'я США погодилися виплатити Інституту Пастера кілька мільйонів доларів у вигляді роялті від продажів аналізу крові на ВІЛ, який лабораторія Галло справила зі зразком вірусу, відправленим йому для вивчення вченими Пастера. У 1990 році Крудсон покинув Каліфорнію, щоб приєднатися до вашингтонського бюро «Чикаго Триб'юн». У 1994 році він написав про скандал в дослідженнях раку молочної залози, який привів до посилення державного контролю над клінічними випробуваннями.
У 1996 році Крудсон написав спеціальний трибунал для «Чикаго Триб'юн» на 12 сторінках про неадекватне медичне обладнання комерційних літаків для надзвичайних ситуацій, пов'язаних зі здоров'ям пасажирів. Цей звіт, який спонукав комерційні авіакомпанії почати перевозити портативні дефібрилятори та інше обладнання для надання невідкладної медичної допомоги, в кінцевому підсумку врятував десятки життів і став одним з трьох фіналістів Пулітцерівської премії 1997 року за пояснювальну звітність.
Після подій 11 вересня Крудсон опублікував безліч статей «Чикаго Триб'юн» про тероризм, у тому числі понад десятка, які розкривають раніше неопубліковані подробиці незаконної «видачі» ЦРУ міланського імама Абу Омара з Італії в Єгипет. В результаті повідомлення Крудсона, Абу Омар був звільнений після чотирьох років в єгипетській в'язниці, де він утримувався без пред'явлення звинувачень і тортур. Понад два десятки американських та італійських офіцерів розвідки, в тому числі кілька високопоставлених чиновників, були згодом засуджені італійським судом за викрадення у цій справі.
У 2007 році Крудсон написав докладний звіт про напад Ізраїлю на Ліберті США, в результаті якого загинули 34 американця і більше 170 людей отримали травму. Ця стаття була названа "Спеціальна доповідь «Трибуни»: удар по Ліберті США: нові відкриття в нападі на американця".
У 2012 році Крудсон приєднався до групи з розслідування в рамках проекту «Про державний нагляд», неупередженої некомерційної організації, що здійснює спостереження за державою. Перебуваючи там, він допоміг написати доповідь під назвою «Проблеми з наркотиками: небезпечні рішення в FDA». Цей звіт і пов'язані з ним роботи були удостоєні нагороди Сігма Дельта Чі Товариства професійних журналістів за видатні досягнення в галузі журналістики за незалежну журналістику, що не виходить в термін.

## Пулітцерівська премія
Крудсон був лауреатом Пулітцерівської премії 1981 роки за національну звітність «За висвітлення нелегальних іноземців та імміграції» під час написання статті для «Нью-Йорк таймс», що робить його в той час другим наймолодшим одержувачем Пулітцера в історії газети (після Девіда Хальберштама). Крудсон був фіналістом Пулітцера в 1986 році за вичерпну інформацію про брак медикаментів в польоті на борту комерційних авіалайнерів. Його освітлення спонукало більшість великих авіакомпаній почати перевозити портативні дефібрилятори і комплекти невідкладної медичної допомоги. На додаток до нагород Пулітцера і Полка, інші журналістські призи Крудсона включають бронзовий медальйон «Сігма Дельта Чі», нагороду «Голдберг» Нью-Йоркського клубу «Deadline Club», нагороду «Перша сторінка» Нью-Йоркської гільдії газет і нагороду «Срібного молотка» Американської асоціації адвокатів. Після 28 років роботи в «Чикаго Триб'юн», Крудсон приєднався до команди журналістів «Bloomberg News», що працює в Вашингтоні, де він підготував ексклюзивні розповіді про фінансування виборчих кампаній, які отримали премію Дірксена Національного фонду преси за висвітлення конгресу, премію Лі Вальчака Національного прес-клубу за політичний аналіз і почесну премію за видатні досягнення в області політичної звітності. У 2015 році Крудсон поділився нагородою «Сігма Дельта Чі» за «Ухвалення небезпечних рішень в FDA». Він також був удостоєний другого місця в щорічній нагороді Асоціації журналістів охорони здоров'я за видатні досягнення за свою звітність по FDA. Суспільство американських редакторів і письменників бізнесу також удостоїло Крудсона фіналістом за його «вичерпну реконструкцію невдач, неправильних суджень FDA і ігнорування конфлікту інтересів».

## Нагороди
- Пулітцерівська премія 1981 року
- нагорода Полка
- бронзовий медальйон «Сігма Дельта Чі»
- нагорода «Голдберг» Нью-Йоркського клубу «Deadline Club»
- нагорода «Перша сторінка» Нью-Йоркської гільдії газет
- нагорода «Срібного молотка» Американської асоціації адвокатів

## Книги
Джон Крудсон написав три книги:
- Заплямовані двері: нові іммігранти і трансформація Америки. Розглядає світ нелегалів, що проживають в Сполучених Штатах, і досліджує такі теми, як хаос, неадекватність і корупція американської імміграційної політики і служби («Відома книга Нью-Йорк Таймс» за 1983 рік).

- «Мовчання віддане: сексуальне насильство над дітьми в Америці» (Little Brown & Co: 1988) опитування експертів та жертв («Відома книга Нью-Йорк Таймс» за 1988 рік).

- Наукові вигадки: наукова таємниця, масове приховування і темна спадщина Роберта Галло (Little Brown & Co. 2002). Описує конкуренцію між вченими, в тому числі Робертом Галло з Національним інститутом раку, за заслугу відкриття вірусу ВІЛ в дослідженні, яке пропонує відвертий погляд на те, як насправді працюють наукові та дослідні лабораторії (Back Bay Books, 2003).